# Triglavska ruža
Triglavska ruža (lat. Potentilla nitida), biljna vrsta iz roda petoprsta (Potentilla), porodica ružovki. 
To je niski višegodišnji patuljasti zeljasti grmić visine do pet centimetara, koji raste kao endem na Alpama, na visinama od 1200 do 3200 metara. Voli sunčana staništa, i raste na kamenu i stijenama bogatim kalcijem. Cvjetovi su ljubičasti ili bijeli, pojedinačni ili skupljeni u parove koji cvatu od srpnja do rujna. Cvijet promjera oko 2 cm sastoji se od pet bijelih ili rozih latica, ima mnogobrojne prašnike na prašničkim nitima i crvene antene.
Listovi su dlakavi i jajastog oblika, dugi pet do deset mm, sivkastozelene su boje a nalaze se na kratkim peteljkama.
- P. nitida, cvijet, Dolomiti
- Grmić, P. nitida, planina Tičarica
- P. nitida
- Potentilla nitida